# Bart's Brain
«Bart's Brain» (укр. «Мозок Барта») — фінальна, вісімнадцята, серія тридцять п'ятого сезону мультсеріалу «Сімпсони», прем'єра якої відбулась 19 травня 2024 року у США на телеканалі «Fox».

## Сюжет
Мардж і Гомер прибувають до Спрінґфілдського замку престарілих, щоб повідомити дідусеві Сімпсону, що для його переселяють до кращої, дешевшої, кімнати. Однак, оскільки кімната дешева, то вона і набагато менша. При перегляді речей Ейба, Барт знаходить старі військові речі дідуся і просить діда забрати їх. Хлопчик іде до крамниці військового антикваріату Германа, щоб продати їх. Герман дає Барту сертифікат на 100 доларів в його магазині. Хлопчик шукає, що купити, і знаходить людський мозок у банці, і купує його.
Барт використовує мозок у кожній сцені, щоб кепкувати над людьми. Як покарання міс Пейтон пропонує Скіннеру та Чалмерсу, щоб Барт узяв на себе відповідальність за мозок, носив його до школи щодня та піклуватися про мозок протягом наступних двох тижнів як домашнє завдання.
Після жахливих днів з мозком, Барт, щоб мати трохи вільного часу для себе, просить Гомера поняньчити мозок. Гомер відносить мозок до Мо, а Барт до Мілгауса грати в ігри. Однак, там все нагадує Бартові мозок, тому він повертається додому, але Гомер не приніс мозок назад. Мо розповідає Барту, що він залишив його в провулку, а там хулігани забрали його. Барт повертає мозок та називає Бадді (англ. Buddy).
Тепер Барт бере Бадді із собою повсюди, через що під час сімейної вечері в ресторані Луїджі змушує Сімпсонів піти до підвалу, щоб уникнути проблем з іншими клієнтами. Повернувшись додому, Мардж каже Гомеру, що вона стурбована ситуацією, бо боїться осуду з боку мешканців міста, які з Барта можуть зробити «міського дивака».
Наступного дня у школі Барт отримує відмінну оцінку за піклування про мозок. Однак, коли міс Пейтон каже, що хлопчик повинен залишити Бадді у школі, оскільки проєкт закінчився, він суворо відмовляється.
Згодом у супермаркеті Гомер чує, як містяни обговорюють Барта, чого боялася Мардж. Вони називають його диваком, «мозковим хлопчиком» і міським виродком. Гомер розповідає про це вдома Мардж і за порадою Ліси родина вирішує соціально ізолювати хлопчика.
Наступного ранку вони потихеньку намагаються піти до церкви без Барта. Однак Барт прокидається і таки приходить до церкви з Бадді. Коли Мардж кричить на сина, Барт стає на вівтар, щоб проголосити свою дружбу і спорідненість із Бадді, але етикетка з банки падає. Барт читає, що це мозок Корбіна Еверлі, податкового бухгалтера, який пожертвував свій мозок науці Спрінґфілдського університету 1975 року.
Коли Барт дізнається про це, він ставить банку на скейтборд і прощається з Бадді. Мозок прибуває до рук професора Фрінка, який впізнає його перед університетом. Побачивши це з мосту, Барт іронічно називає Фрінка диваком.
У сцені під час титрів Мардж забирає Барта до громадського центру, де він приєднується до групи підтримки ексцентричних дітей, але, побачивши в ній усіх диваків міста, змінює ідею морозивом.

## Виробництво
За словами співвиконачого продюсера серії Майкла Прайса, автором ідеї є виконавчий продюсер Метт Селман. Спочатку, через страйк Гільдії сценаристів Америки 2023 року вона була просто у нотатках, а по завершенні страйка Селман доручив сценаристові Дену Вебберу і Майклу Прайсу розширити її до повноцінного епізода.
Через страйк сценаристи й аніматори виробляли епізод у стиснені терміни. Ден Веббер мав лише 3 тижні, щоб здати сценарій, на противагу звичайним 2—3 місяцям.
Було вирізано підсюжет про те, Агнес Скіннер виїжджає, а Сеймур бере тріо 20-річних сусідів по кімнаті.
За словами Прайса, у сцені, де Мардж розповідає про переваги нової кімнати Ейба, для генерування потрібного звуку відра пігулок під час міксування витратили приблизно 30 хвилин.
Коли Барт вперше бачить банку з мозком, він вигукує «О Боже мій, ти тут! Це я, Марґарет» (англ. «Oh, my god, are you there? It's me Margaret»), що є відсиланням до новели «Ти тут, Боже? Це я, Марґарет» (англ. «Are You There God? It's Me, Margaret») і однойменного фільма 2023 року, продюсером якого є продюсер «Сімпсонів» Джеймс Брукс.
Спочатку пранк Барта з викликом блювоти всіх у школі хотіли зробити в уявній бульбашці, але ця ідея здалася команді поганою.
Сцена, де Барт і мозок розлучаються різними дорогами, є відсиланням до фінальної сцени фільма «Форсаж 7». За словами аніматорки Еріки-Ізабель Веґи, вона кілька разів переглядала оригінальне відео, щоб правильно підібрати рух камери для нашої сцени. Потрібно було зробити кілька спроб, щоб побудувати щось, що здавалося правильним. Під час цієї сцени грає саундтрек «Форсажу 7» — пісня «See You Again» Wiz Khalifa і Чарлі Пута.

## Культурні відсилання та цікаві факти
- Журнал «High Pants Times» (укр. «Часи високих штанів») є відсиланням до американського журнала «High Times», повністю присвяченого конопляній тематиці[10].
- У серії є пародія на вступну заставку «Сімпсонів», в якій Барт лякає всіх мозком у банці[11].
- В епізоді є 3 схожі ґеґи зі знаками[12][13]:
  - перед школою знак «Like homeschooling, but at school!» (укр. «Як домашнє навчання, але у школі!»);
  - перед рестораном Луїджі вивіска «Like DoorDash but in a restaurant!» (укр. «Як „DoorDash“, але в ресторані!»);
  - на знаку перед церквою «Like online church, but at church!» (укр. «Як онлайн-церква, але в церкві!»).
- Хулігани тусуються на парковці магазина «Король матраців» із серії 29 сезона «King Leer»[14].
- Барт каже, що Бадді любить відео влоггера MeatCanyon, виконує бійцівські рухи на собаці та наливає «Red Bull» на млинці[15].
- У супермаркеті назви пластівців, що бере Гомер, містять наступні відсилання[16][17]:
  - «Sugar Frosted Cakes» (укр. «Торти з цукровою глазур'ю») — відсилання до марки пластівців «Frosted Flakes». Маскотом є тигр з ожирінням, який є пародією на Тигра Тоні, маскота «Frosted Flakes».
  - Є вівсяна каша швидкого приготування з реальних лакричних цукерок «Twizzlers».
  - «Гарячі пластівці зі „Sprite“ Buffalo Wild Wings» є відсиланням до американської мережі ресторанів «Buffalo Wild Wings» і напою «Sprite».
- «Honey Bunches of Nerds Rope» (укр. «Медові пучки „Nerds Rope“») — відсилання до реальних пластівців «Honey Bunches of Oats» і цукерок «Nerds Rope».
  - «Brach's Candy Corn Fudge» (укр. «Цукеркова кукурудзяна помадка „Branch's“») ― відсилання до цукерок «Brach's».
  - «Man Flakes» (укр. «Чоловічі пластівці») є пародією на пластівці «Bran flakes».

## Ставлення критиків і глядачів
Під час прем'єри серію переглянули 0,62 млн осіб, з рейтингом 0.1, що зробило її найпопулярнішим шоу на каналі «Fox» тієї ночі, але найменш популярною серією серіалу.
Джон Шварц із сайту «Bubbleblabber» оцінив серію на 8/10, сказавши, що «ми вже давно не отримували серії, присвяченої Бартові, і прощання наприкінці було чудовим способом завершити 35 сезон „Сімпсонів“».
На сайті «Me Blog Write Good» відзначили: «Безперечно, дивний епізод для фінала сезону, але я пояснюю це страйками, які трохи змінюють графік. Можливо, деяким людям здасться цей епізод освіжаючим, навіть емоційним, але, як завжди, емоційність цих епізодів відчувається неймовірно поверхнево, все розповідають, а не показують».
Згідно з голосуванням на сайті The NoHomers Club більшість фанатів оцінили серію на 4/5 із середньою оцінкою 3,55/5.